# Cadran lunaire
Un cadran lunaire est un instrument de mesure du temps analogue à un cadran solaire, mais qui utilise l'ombre projetée par la lumière de la Lune au lieu de celle du Soleil. On trouve en fait de nombreux cadrans solaires équipés d'une table ou d'une droite de correction, comme celui du Queens' College à Cambridge, permettant de l'utiliser également la nuit.

## Fonctionnement
La luminosité de la pleine lune (-12,6 en magnitude apparente), si elle est considérablement plus faible que celle du Soleil, est néanmoins suffisante pour projeter une ombre. Le fonctionnement d'un cadran lunaire est donc similaire à celui d'un cadran solaire : l'ombre d'un gnomon sur une table graduée permet de déterminer l'heure.
La période synodique de la Lune, c'est-à-dire le temps qu'il lui faut pour reprendre la même position dans le ciel terrestre par rapport au Soleil, ou la période entre deux nouvelles lunes, est de 29,53 jours. En conséquence, la Lune franchit le méridien en moyenne 48,8 minutes plus tôt chaque jour (cette valeur n'étant qu'une moyenne à cause de l'excentricité des orbites lunaire et terrestre). Les indications de la table d'un cadran lunaire doivent tenir compte de ce décalage pour pouvoir être utilisées en dehors de la pleine lune.
C'est couramment la table ci-dessous que l'on fait figurer au bas d'un cadran solaire si l'on veut qu'il puisse être utilisé la nuit, table qui peut être interprétée selon une droite, avec l'âge de la lune en abscisse et la correction en ordonnée.

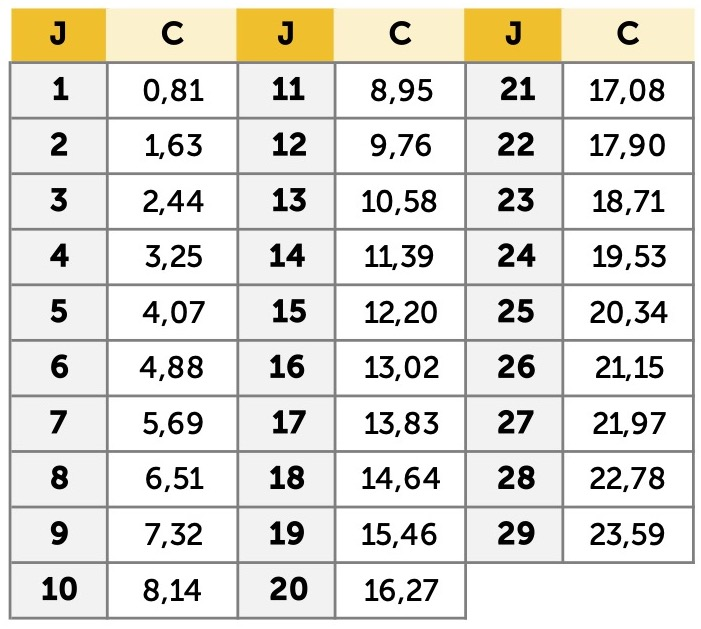
Correction C en heure à apporter à la lecture selon « l’âge » J de la Lune (nombre de jours après la nouvelle Lune).

## Exemples
- France :
  - Cadran et table lunaires du château de Béru
  - Cadran lunaire sur la façade de l'église Saint-Dagobert de Longwy[2]

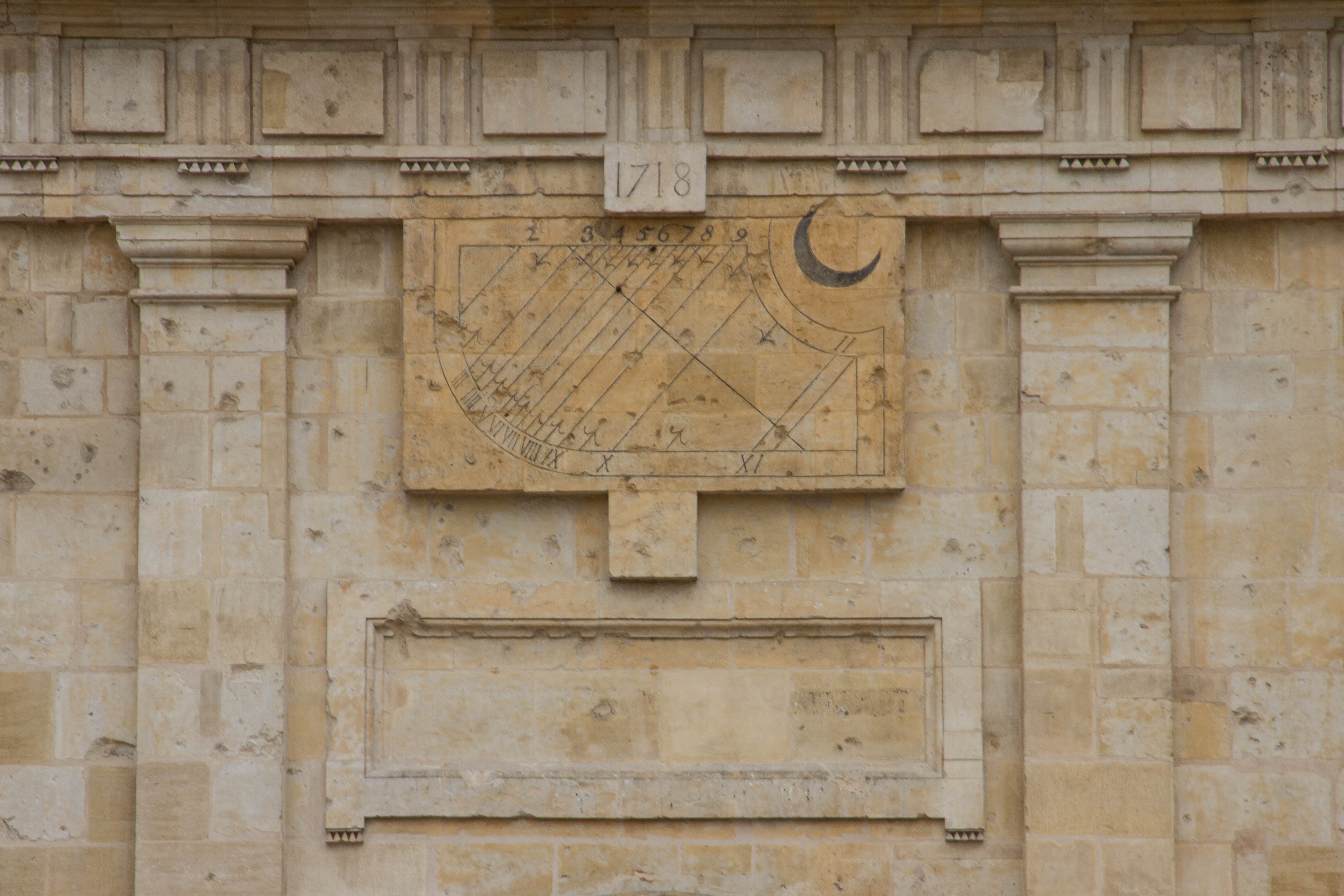
Cadran lunaire de l'église Saint-Dagobert de Longwy.

  - Cadran lunaire de l'église Saint-Dagobert de Longwy.Cadran de l'église Saint-Médard de Saint-Mars-sous-Ballon, en France
  - Cadran lunaire sur le mur d'une maison de Varennes-sur-Loire[3]
  - Cadran lunaire sur la façade est de l'hôtel de ville de Saint-Cyr-sur-Loire

- Italie :
  - Cadran lunaire, bar « Le Cadran solaire » de Courmayeur

- Royaume-Uni :
  - Cadran lunaire sur l'un des murs du Queens' College, Cambridge
  - Cadran lunaire de la croix de Maybole (Écosse)